# Broängen
Broängen é um bairro localizado na parte sul do município de Tumba, na área metropolitana de Estocolmo, Suécia. 

Broängen é constituída essencialmente por moradias e edifícios-residências enfileirados. A região é conhecida desde a Idade Média e até os anos 1920, foi essencialmente agrícola, tendo nessa altura sido dividida em lotes de terreno para construção de casas.